# 284029 Esplugafrancoli
284029 Esplugafrancoli este o planetă minoră (asteroid) din centura de asteroizi. A fost descoperită pe 10 decembrie 2004 la Begues de José Manteca⁠(d). 
Obiectul prezintă o orbită caracterizată de o semiaxă mare de 3,091732548418 UAi, o excentricitate de 0,09, o înclinație de 11 ° în raport cu ecliptica.